# Томмі Дохерті
Томмі Дохерті (англ. Tommy Docherty, нар. 24 серпня 1928, Глазго — 31 грудня 2020) — шотландський футболіст, що грав на позиції півзахисника. По завершенні ігрової кар'єри — футбольний тренер.

## Клубна кар'єра
Кар'єра Томмі Дохерті почалася в клубі з нижчих дивізіонів Шотландії «Шеттлстон Джуніорс». У 1946 році він був призваний до лав збройних сил (корпус Гайлендської легкої піхоти). Під час проходження військової служби Томмі виступав за футбольну команду британської армії. Після демобілізації в 1947 році Дохерті запропонували контракт з шотландським «Селтіком» — клубом, за який він вболівав у дитинстві.
Молодому Дохерті було непросто завоювати місце в основі «Селтіка» і в листопаді 1949 року він перейшов в англійський «Престон Норт Енд». Саме в «Престоні» Дохерті провів найкращий період у своїй кар'єрі, зігравши 323 матчі в чемпіонаті і 26 матчів у Кубку Англії, включаючи фінал 1954 року.
У 1958 році Дохерті пішов з «Престона» і відправився на чемпіонат світу у Швецію, по завершенні якого уклав контракт з лондонським «Арсеналом», у складі якого провів наступні три роки своєї кар'єри гравця. Граючи у складі «канонірів» також здебільшого виходив на поле в основному складі команди.
Завершив професійну ігрову кар'єру в клубі «Челсі», де був граючим тренером і протягом сезону 1961/62 років провів лише 4 матчі.

## Виступи за збірну
1951 року дебютував в офіційних матчах у складі національної збірної Шотландії.
У складі збірної був учасником чемпіонату світу 1954 року у Швейцарії, чемпіонату світу 1958 року у Швеції.
Протягом кар'єри у національній команді, яка тривала 9 років, провів у формі головної команди країни 25 матчів, забивши 1 гол.

## Кар'єра тренера
У лютому 1961 року збулася мрія Дохерті стати футбольним тренером, йому запропонували посаду граючого тренера в «Челсі». Через рік, коли Тед Дрейк подав у відставку, Дохерті став головним тренером «синіх». Однак він не зміг зберегти клуб у Першому дивізіоні і по закінченні сезону 1961/62 команда вилетіла у Другий дивізіон.
Дохерті ніколи не був великим тактиком, але його відрізняв талант мотиватора, а також уміння помітити і розкрити талант молодих футболістів. У свій перший сезон як головного тренера «Челсі» Дохерті сильно оновив склад, видаливши з нього багатьох ветеранів та зібравши в команді ряд молодих талантів — Террі Венейблса, Боббі Темблінга, Пітера Бонетті і Баррі Бріджеса. Команда, що отримала прізвисько «Діаманти Дохерті», з першої спроби вийшла в Перший дивізіон і фінішувала на 5-му місці в сезоні 1964/65. У квітні 1965 року «Челсі» виграв Кубок Футбольної ліги, перемігши у фіналі «Лестер Сіті», але потім програв «Ліверпулю» у півфіналі Кубка Англії з рахунком 2:0.
До цього часу зіпсувалися відносини між Дохерті і рядом гравців, особливо з капітаном клубу Террі Венейблсом. Тренер навіть відсторонив від гри вісьмох гравців за порушення комендантської години перед найважливішою грою проти «Бернлі» («Сині» до того моменту лише на два очки відставали від лідерів, «Манчестер Юнайтед»). «Челсі» програв цей матч, поховавши надії на титул. Через рік «Челсі» досяг півфіналів Кубка Англії і Кубка ярмарок, а потім зіграв у фіналі Кубка Англії 1967 року, проте поступився в ньому «Тоттенхем Готспур». У жовтні 1967 року Дохерті покинув пост головного тренера клубу. Футболісти, зібрані під його керівництвом, включаючи Пітера Осгуда, Чарлі Кука, Рона Гарріса, Пітера Бонетті і Джона Голлінса, пізніше виграють Кубок Англії і Кубок володарів кубків УЄФА під керівництвом наступника Дохерті на тренерському містку «Челсі», Дейва Секстона.
Через місяць після відходу з «Челсі» Дохерті став головним тренером «Ротерем Юнайтед». У наступному році він покинув клуб і перейшов у «Квінз Парк Рейнджерс», в якому пробув головним тренером всього лише 29 днів. У грудні 1968 року він очолив «Астон Віллу», якою керував 13 місяців.
19 січня 1970 року, коли «Астон Вілла» перебувала внизу турнірної таблиці Другого дивізіону, Дохерті був звільнений. Він перейшов у португальський «Порту», який очолював 4 місяці.
2 липня 1971 року Дохерті став помічником головного тренера «Галл Сіті» Террі Нілла, але залишив цей пост 12 вересня, коли його призначили тимчасовим виконуючим обов'язки головного тренера збірної Шотландії. Вже в листопаді його посада стала постійною.
У грудні 1972 року, коли Френк О'Фаррелл був звільнений з поста головного тренера «Манчестер Юнайтед», Дохерті було важко відмовитися від пропозиції очолити один з найбільших клубів світу. Він залишив збірну Шотландії і підписав контракт з «Юнайтед». Вболівальники клубу з ентузіазмом сприйняли прихід шотландського фахівця. Дохерті прийняв команду, що знаходилась у кризі, багато в чому завдяки віковому складу футболістів, але вберіг клуб від вильоту з Першого дивізіону в сезоні 1972/73. Роком пізніше, однак, «Юнайтед» все-таки вилетів у Другий дивізіон.
У наступному сезоні «Манчестер Юнайтед» повернувся в Перший дивізіон, а в сезоні 1975/76 клуб зайняв третє місце в Першому дивізіоні і досяг фіналу Кубка Англії 1976 року, несподівано поступившись у ньому «Саутгемптону». Рік потому Дохерті привів команду ще до одного фіналу Кубка Англії і цього разу здобув трофей, обігравши сильний «Ліверпуль», який прагнув «треблу», з рахунком 2:1.
Незабаром розкрився позашлюбний зв'язок Дохерті з дружиною клубного фізіотерапевта Лорі Брауна. Під впливом громадського осуду його звільнили в липні 1977 року. За іронією долі, на посту головного тренера «Юнайтед» Дохерті замінив той самий чоловік, який змінив його і на посту головного тренера «Челсі» 10 років тому — Дейв Секстон.
Дохерті незабаром повернувся до тренерської роботи, очоливши «Дербі Каунті» у вересні 1977 року, в якому пропрацював два сезони до квітня 1979 року. У цей період Дохерті брав участь у судовому процесі, подавши позов проти екс-капітана «Манчестер Юнайтед» Віллі Моргана і телеканалу «Granada», звинувачуючи їх у наклепі. Процес закінчився для позивача невдало: Дохерті зізнався, що він брехав у суді. Після завершення судового процесу Дохерті пішов з «Дербі Каунті».
У травні 1979 року Дохерті знову очолив «Квінз Парк Рейнджерс». Майже відразу він був звільнений, а потім незрозумілим чином відновлений на посаді через 9 днів після звільнення. У підсумку КПР вилетів у Другий дивізіон і Дохерті повинен був підняти командний дух перед початком нового сезону. Йому вдалося зберегти в клубі ряд відомих гравців, а також придбати Клайва Аллена, Тоні Каррі і Пола Годдарда. Незважаючи на це «Рейнджерам» не вистачило 4 очок для виходу в Перший дивізіон. У жовтні 1980 року Дохерті був звільнений.
Дохерті короткий час попрацював у Австралії, тренуючи «Сідней Олімпік» у 1981 рік, але вже в липні того ж року повернувся в Англію, ставши головним тренером «Престон Норт Енду» — клубу, в якому він провів дев'ять років як гравець. Однак йому не вдалося закріпитися на новій посаді і через кілька місяців він був звільнений, після чого повернувся до Австралії, де очолив «Саут Мельбурн».
У 1983 році Дохерті знову став головним тренером «Сідней Олімпік», після чого знову повернувся в Англію. Його останніми клубами стали «Вулвергемптон Вондерерз» та «Олтрінхем», головним тренером команди якого Томмі Дохерті був до 1988 року.
Завдяки почуттю гумору та ораторської майстерності він упродовж останніх 20 років працює телевізійним експертом і «післяобіднім» диктором.

## Статистика виступів
| Клуб              | Сезон             | Ліга | Ліга | Кубок Англії | Кубок Англії | Інші | Інші | Разом | Разом |
| Клуб              | Сезон             | Ігри | Голи | Ігри         | Голи         | Ігри | Голи | Ігри  | Голи  |
| ----------------- | ----------------- | ---- | ---- | ------------ | ------------ | ---- | ---- | ----- | ----- |
| Селтік            | 1948/49           | 9    | 3    | -            | -            | 2    | 0    | 11    | 3     |
| Селтік            | Разом             | 9    | 3    | 0            | 0            | 2    | 0    | 11    | 3     |
| Престон Норт Енд  | 1949/50           | 15   | 0    | 1            | 0            | 0    | 0    | 16    | 0     |
| Престон Норт Енд  | 1950/51           | 42   | 0    | 2            | 0            | 0    | 0    | 44    | 0     |
| Престон Норт Енд  | 1951/52           | 42   | 0    | 1            | 0            | 0    | 0    | 43    | 0     |
| Престон Норт Енд  | 1952/53           | 41   | 0    | 3            | 0            | 0    | 0    | 44    | 0     |
| Престон Норт Енд  | 1953/54           | 26   | 0    | 8            | 0            | 0    | 0    | 34    | 0     |
| Престон Норт Енд  | 1954/55           | 39   | 3    | 3            | 0            | 0    | 0    | 42    | 3     |
| Престон Норт Енд  | 1955/56           | 41   | 1    | 1            | 0            | 0    | 0    | 42    | 1     |
| Престон Норт Енд  | 1956/57           | 37   | 0    | 6            | 0            | 0    | 0    | 43    | 0     |
| Престон Норт Енд  | 1957/58           | 40   | 1    | 1            | 0            | 0    | 0    | 41    | 1     |
| Престон Норт Енд  | Разом             | 323  | 5    | 26           | 0            | 0    | 0    | 349   | 5     |
| Арсенал           | 1958/59           | 38   | 1    | 4            | 0            | 0    | 0    | 42    | 1     |
| Арсенал           | 1959/60           | 24   | 0    | 3            | 0            | 0    | 0    | 27    | 0     |
| Арсенал           | 1960/61           | 21   | 0    | 0            | 0            | 0    | 0    | 21    | 0     |
| Арсенал           | Разом             | 83   | 1    | 7            | 0            | 0    | 0    | 90    | 1     |
| Челсі             | 1961/62           | 4    | 0    | 0            | 0            | 0    | 0    | 4     | 0     |
| Челсі             | Разом             | 4    | 0    | 0            | 0            | 0    | 0    | 4     | 0     |
| Всього за кар'єру | Всього за кар'єру | 419  | 9    | 33           | 0            | 2    | 0    | 454   | 9     |

## Досягнення

### Як гравця
«Селтік»
- Володар Кубка Глазго (1): 1949

 «Престон Норт-Енд»
- Чемпіон Другого дивізіону (1): 1950/51

### Як тренера
«Челсі»
- Володар Кубка Футбольної ліги (1): 1964/65

 «Манчестер Юнайтед»
- Чемпіон Другого дивізіону (1): 1974/75
- Володар Кубку Англії (1): 1976/77

 «Саут Мельбурн»
- Володар Кубка Victorian Ampol Night Soccer (1): 1982

## Тренерська статистика
| Команда                 | Країна           | Початок роботи    | Завершення роботи | Показники | Показники | Показники | Показники | Показники |
| Команда                 | Країна           | Початок роботи    | Завершення роботи | І         | В         | П         | Н         | % перемог |
| ----------------------- | ---------------- | ----------------- | ----------------- | --------- | --------- | --------- | --------- | --------- |
| Челсі                   | Англія           | Жовтень 1962      | Жовтень 1967      | 247       | 121       | 53        | 73        | 48,99     |
| Ротерем Юнайтед         | Англія           | Листопад 1967     | Листопад 1968     | 47        | 14        | 16        | 17        | 29,79     |
| Квінз Парк Рейнджерс    | Англія           | 1 листопада 1968  | 30 листопада 1968 | 4         | 1         | 3         | 0         | 25,0      |
| Астон Вілла             | Англія           | Грудень 1968      | Січень 1970       | 46        | 13        | 16        | 17        | 28,26     |
| Порту                   | Португалія       | 28 січня 1970     | 3 травня 1971     |           |           |           |           |           |
| Шотландія (в.о.)        | Прапор Шотландії | 12 вересня 1971   | 11 листопада 1971 | 2         | 2         | 0         | 0         | 100,000   |
| Шотландія               | Прапор Шотландії | 11 листопада 1971 | 22 грудня 1972    | 10        | 5         | 3         | 2         | 50,00     |
| Манчестер Юнайтед       | Англія           | 22 грудня 1972    | 4 липня 1977      | 215       | 99        | 62        | 54        | 46,0      |
| Дербі Каунті            | Англія           | 17 вересня 1977   | 10 травня 1979    | 78        | 24        | 21        | 33        | 30,77     |
| Квінз Парк Рейнджерс    | Англія           | 11 травня 1979    | 1 жовтня 1980     | 51        | 20        | 16        | 15        | 39,22     |
| Сідней Олімпік          | Австралія        | 15 лютого 1981    | 14 червня 1981    | 17        | 6         | 6         | 5         | 35,29     |
| Престон Норт-Енд        | Англія           | 15 червня 1981    | 3 грудня 1981     | 17        | 3         | 6         | 8         | 17,65     |
| Саут Мельбурн           | Австралія        | 16 травня 1982    | 5 вересня 1983    | 13        | 6         | 4         | 3         | 46,15     |
| Сідней Олімпік          | Австралія        | 13 березня 1983   | 21 серпня 1983    | 21        | 8         | 9         | 4         | 38,10     |
| Вулвергемптон Вондерерз | Англія           | 8 червня 1984     | 4 липня 1985      | 48        | 9         | 12        | 27        | 18,75     |
| Олтрінхем               | Англія           | 28 вересня 1987   | 4 лютого 1988     |           |           |           |           |           |